# روبرت هنجر بوهلر
روبرت هنجر بوهلر (بالألمانية: Robert Hunger-Bühler ) (و. 1953 – م) هو ممثل من سويسرا .

## التعليم
تعلم في جامعة فيينا

## روابط خارجية
- روبرت هنجر بوهلر على موقع IMDb (الإنجليزية)
- روبرت هنجر بوهلر على موقع مونزينجر (الألمانية)
- روبرت هنجر بوهلر على موقع ألو سيني (الفرنسية)
- روبرت هنجر بوهلر على موقع ميوزك برينز (الإنجليزية)
- روبرت هنجر بوهلر على موقع أول موفي (الإنجليزية)
- روبرت هنجر بوهلر على موقع قاعدة بيانات الأفلام السويدية (السويدية)
- روبرت هنجر بوهلر على موقع ديسكوغز (الإنجليزية)
- روبرت هنجر بوهلر على موقع قاعدة بيانات الفيلم (الإنجليزية)
- روبرت هنجر بوهلر على موقع كينوبويسك (الروسية)